# Pro Fonteio
L'Oratio pro Marco Fonteio (Orazione in difesa di Marco Fonteio), meglio nota semplicemente come Pro Fonteio o Pro M. Fonteio, è un discorso giudiziario pronunciato nel 69 a.C. dall'oratore romano Marco Tullio Cicerone. Il testo dell'orazione è giunto ad oggi in condizioni lacunose.

## Contesto
Cicerone, che nel 69 a.C. ricopriva l'edilità, accettò di difendere Marco Fonteio, ex governatore della Gallia Narbonense, sebbene le accuse contro di lui fossero del tutto simili a quelle che lo stesso Cicerone, l'anno precedente, aveva rivolto a Gaio Verre. Se il comportamento di Cicerone ha stupito i commentatori moderni, l'oratore ritenne opportuno aprire il discorso con un confronto tra Verre e Fonteio, in cui evidenziava le profonde differenze - vere o presunte - tra i casi. Cicerone scelse comunque di costruire la difesa di Fonteio sul sostegno che questi aveva dato agli interessi dei Romani nella provincia. Dal II secolo a.C., infatti, nella Gallia Narbonense era in atto un progressivo processo di romanizzazione, che aveva portato anche all'arrivo nella regione di consistenti gruppi di cittadini romani impegnati in attività commerciali e finanziarie: Fonteio aveva garantito ad essi, di origine equestre come lo stesso Cicerone, il suo appoggio. Il governatore, inoltre, aveva collaborato con Gneo Pompeo Magno alla repressione di Quinto Sertorio e dei suoi seguaci, prendendo misure molto severe per reprimere i moti dei Galli.

## Contenuto
Cicerone fece dell'azione politica di Fonteio il cardine del suo discorso, ed esaltò di conseguenza il valore militare del suo cliente e l'efficienza amministrativa, avvalendosi della testimonianza di mercanti romani e screditando al contempo i testimoni portati dalla parte avversa, tutti di origine gallica. In questo comportamento la critica moderna ha visto una sorta di «razzismo»; Emanuele Narducci commenta che per Cicerone «Fonteio non ha oppresso, come Verre, degli italiani o dei greci semi-romanizzati: i Galli sono dipinti come barbari dediti ai sacrifici umani e refrattari a ogni forma di civiltà, inveleniti da un secolare odio contro la potenza di Roma».

## Stile
A livello stilistico, nell'orazione si ripresentano alcune delle tendenze asiane che Cicerone aveva messo in secondo piano dopo il viaggio in Grecia da cui era tornato nel 77 a.C.: abbondano in tutto il discorso le antitesi, e la peroratio finale, piuttosto fiacca, presenta un numero considerevole di iperboli volte a garantire un effetto patetico. Non è noto il risultato del processo.